# Vehículos ecológicos
Un vehículo ecológico es un tipo de transporte amigable con el medio ambiente. Entre sus características principales destaca que entre su motor y la energía de propulsión suelen emitir menos de 120 gramos de dióxido de carbono (CO₂) por cada 100 kilómetros. No obstante, el coche ecológico también tiene que estar pendiente de los otros gases que repercuten en el calentamiento global y que están incluidos en el Protocolo de Kioto: el gas metano, los hidrofluorocarbonos, el óxido nítrico, el hexafluoruro de azufre y los perfluorocarbonos.

## Historia
A comienzos del siglo XXI, el dióxido de carbono comenzó a considerarse clave en cuanto al daño al medioambiente. Anteriormente, las emisiones de gases de los vehículos no estaban restringidas y había poco conocimiento sobre la importancia para el medio ambiente de las mismas. A partir de 1992, al adoptarse las medidas de la Convención Marco de las Naciones Unidas sobre el Cambio Climático, se pone énfasis en reducir la emisión de gases de efecto invernadero como medida de protección medioambiental, señalando al dióxido de carbono como el mayor contribuyente y a los vehículos de combustión interna como la fuente de mayor aumento de este gas en la atmósfera.

## Características
Para ser considerado un vehículo ecológico se deben cumplir las siguientes características: 
- Debe estar fabricado en una instalación con certificado ISO 14001, emitido por la Organización Internacional de Normalización, lo que implica que el proceso de construcción del vehículo tiene un impacto medioambiental disminuido.
- Sus emisiones de dióxido de carbono deben ser inferiores a 140 g/km, o debe funcionar con biocombustibles.
- Al menos un 5% del material plástico del vehículo debe provenir del reciclaje.
- Un 95% de la masa del vehículo debe ser reutilizable para la fabricación de otros vehículos.

## Tecnologías usadas en vehículos ecológicos
- Tecnología Downsizing:[1] El objetivo de esta tecnología es reducir la cilindrada de un auto y optimizar su potencia, consiguiendo que su consumo sea menor y, por lo tanto, emita menos contaminantes.
- Biocombustibles: En el caso del uso de los biocombustibles, se considera el bioetanol y el biodiesel como principales alternativas frente a los combustibles de origen fósil. Los carburantes derivados del petróleo en sí mismos emiten una cantidad menor de dióxido de carbono a la atmósfera que los carburantes desarrollados a partir de vegetales (hasta un 6% menos). Sin embargo, cuando se observa la emisión total de dióxido de carbono a la atmósfera de un vehículo, considerando los procesos de obtención, extracción, refinamiento y transporte del petróleo, los biocombustibles tienen un impacto menor.

- Pila de combustible de hidrógeno: La característica principal de una pila de combustible es que, a diferencia de una batería, no se agota ni es necesario recargarla. La pila de combustible convierte la energía química en energía eléctrica utilizable. Se compone de dos electrodos separados por un electrolito, lo que permite generar electricidad siempre que se les provea de un combustible y oxígeno. Sin embargo, dado que el hidrógeno puro no existe en la naturaleza, la producción del mismo a partir de combustibles fósiles (95% de la producción actual) continúa emitiendo gases de efecto invernadero.

- Motores eléctricos híbridos: Se han desarrollado coches con motores eléctricos híbridos que son capaces de circular hasta 55 kilómetros con energía eléctrica acumulada en una batería de litio que puede ser recargada desde un enchufe. Además, para aumentar su autonomía, poseen un pequeño motor turbodiésel que recarga la batería, consiguiendo una autonomía de 715 kilómetros. La propulsión del vehículo generada por la electricidad no produce emisiones de gases contaminantes, aunque, en este caso, para poder conseguir una autonomía razonable, necesita del motor turbo diésel que sí contamina. Además, esta tecnología permite insertar en el chasis del coche otros sistemas de propulsión como la pila de combustible, motores diésel o motores movidos por bioetanol.
Fuentes del artículo:[1][2][3][4][5]

## Controversia
Mientras que los vehículos ecológicos, en particular los eléctricos, son promocionados como una solución sostenible y respetuosa con el medio ambiente para reducir las emisiones de CO2, algunas controversias rodean su verdadera huella de carbono. Una cuestión clave se relaciona con la forma en que se produce la electricidad que alimenta estos vehículos.
En 2021, la emisión de CO2 por kW/h, media en Estados Unidos, fue de 400gr/kWh (o 885 lbs/MWh). El consumo medio de un vehículo eléctrico de última generación (2023) es de 0,2 kWh, por kilómetro, esto se traduce en una emisión adicional de 100 g de CO2 por kilómetro recorrido. Además, la producción de la batería por cada kW/h emite unos 200 kg de CO2,con una media de unos 3.000 ciclos, esto reporta otros 66gr de CO2 por cada kW/h cargado, añadiendo otros 12 g al consumo por km. Este valor es muy similar a las emisiones por km de los vehículos de combustión interna más modernos. 
Este dato ha llevado a algunos críticos a cuestionar la etiqueta "verde" de los vehículos eléctricos, ya que su impacto real en el medio ambiente puede ser comparativamente similar o incluso peor que el de los vehículos de combustión interna, dependiendo de la fuente de la electricidad. Por supuesto, es esencial considerar que el perfil de emisiones del sector eléctrico puede variar según la región y está en constante evolución a medida que las fuentes renovables ganan terreno.
Sin embargo, este argumento subraya la importancia de no solo adoptar vehículos ecológicos, sino también de asegurar que la infraestructura eléctrica que los respalda sea igualmente sostenible. Una transición completa hacia fuentes de energía renovable podría mejorar drásticamente el perfil de emisiones de los vehículos eléctricos y consolidar su lugar como una solución verdaderamente ecológica. 